# Vortreffliche Tulpe
Die Vortreffliche Tulpe (Tulipa praestans) ist eine Pflanzenart aus der Gattung der Tulpen (Tulipa) innerhalb der Familie der Liliengewächse (Liliaceae). Sie wird als frühblühende Zierpflanze in Parks und Gärten verwendet.

## Beschreibung

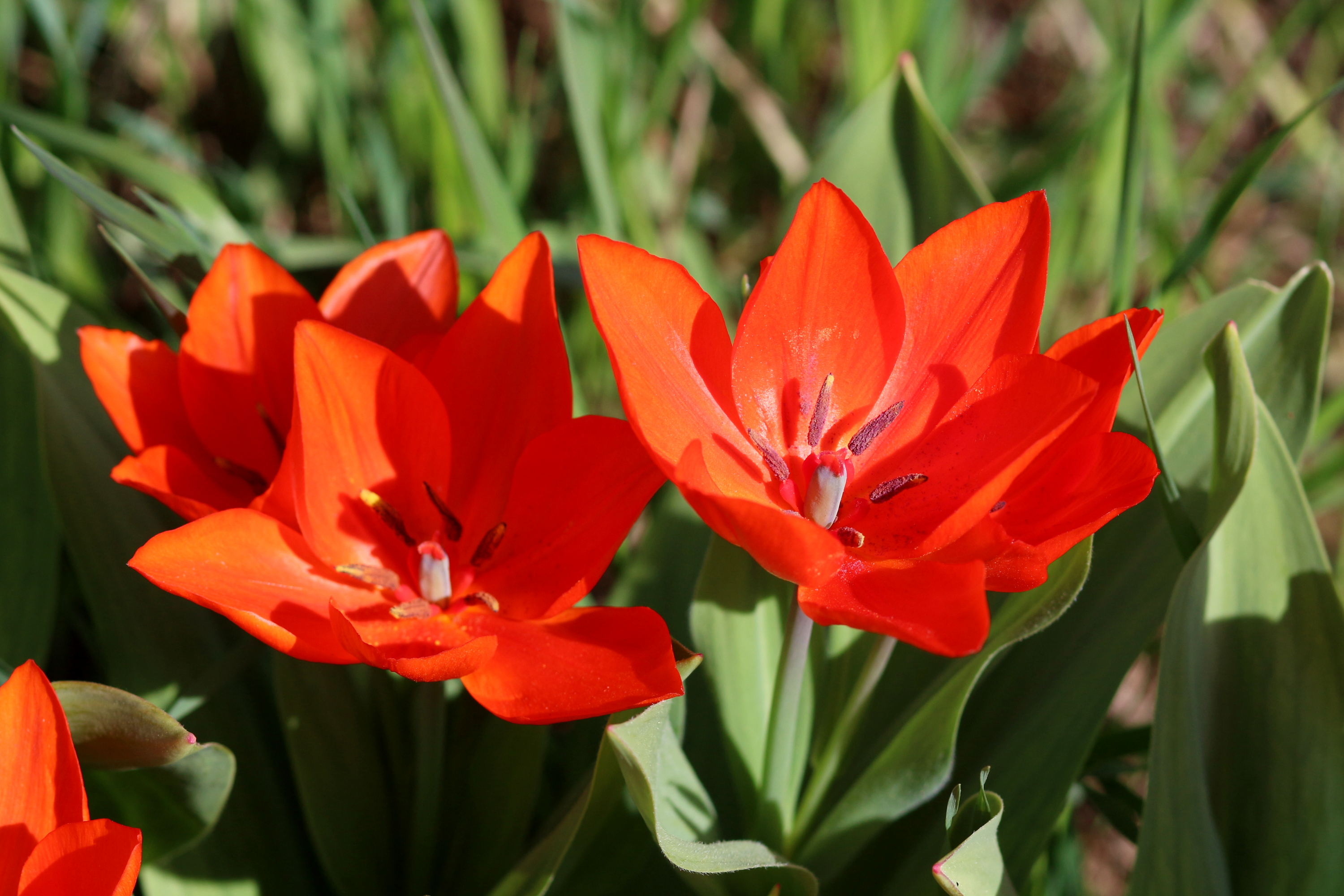
Tulipa praestans Sorte ‘Füsilier’

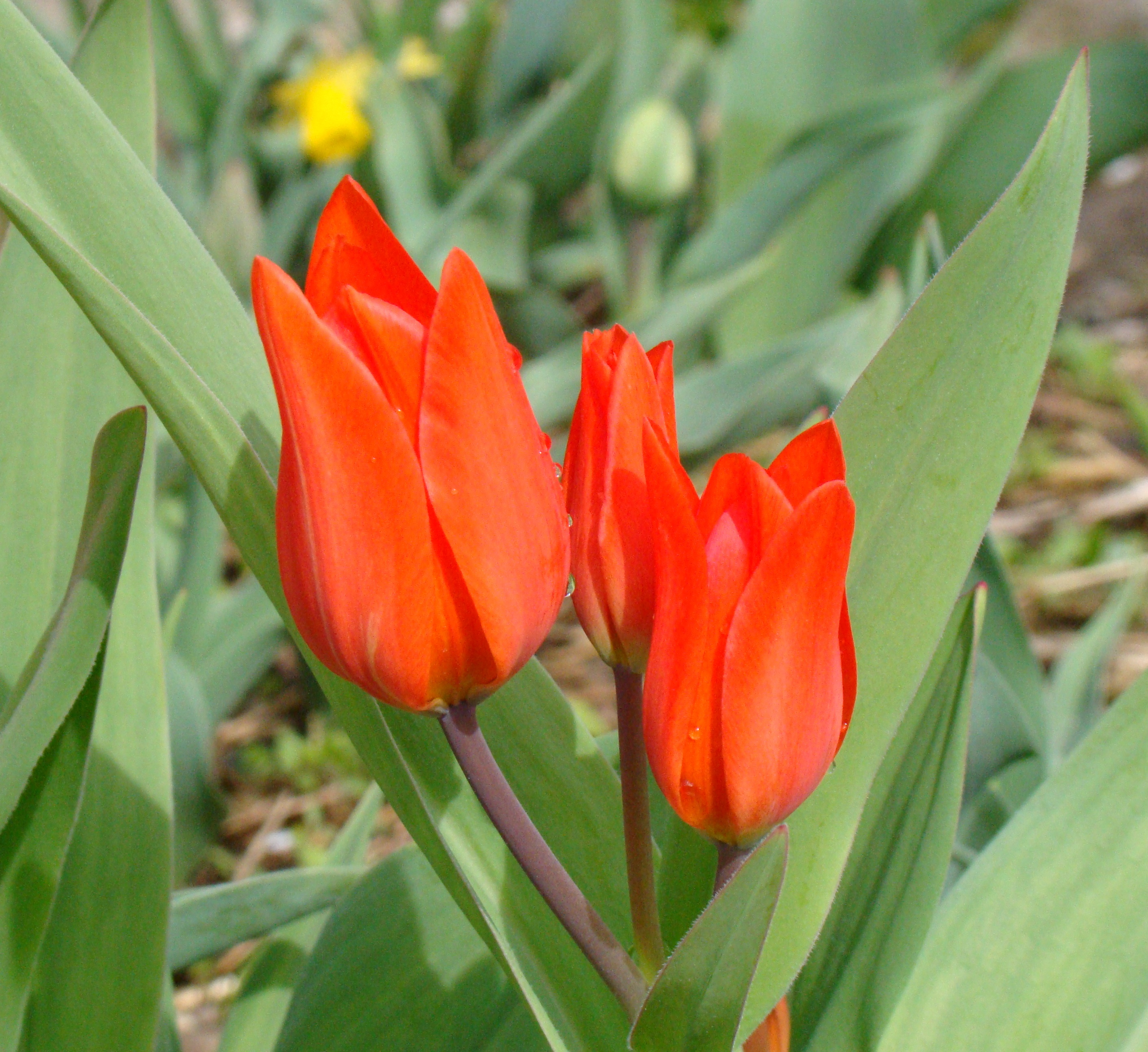
Tulipa praestans Sorte ‘Van Tubergens variety’

### Vegetative Merkmale
Die Vortreffliche Tulpe ist eine ausdauernde krautige Pflanze und erreicht Wuchshöhen von 10 bis 40 Zentimetern. Dieser Geophyt bildet Zwiebeln als Überdauerungsorgane aus. Die Zwiebelschalen sind dunkel-braun, fest und lederartig. Der behaarte Stängel ist verzweigt. Die meist vier grau-grünen, deutlich gekielten Laubblätter sind flaumig behaart, am Rand bewimpert und nicht wellig.

### Generative Merkmale
Die Blütezeit liegt im April. Meist drei, selten bis zu fünf Blüten stehen am verzweigten Stängel. Die zwittrige Blüte ist radiärsymmetrisch und dreizählig mit napfförmiger Blütenhülle. Die sechs leuchtend-roten bis orange-roten Blütenhüllblätter besitzen keinen andersfarbigen Basalfleck. Die Staubbeutel sind rot oder blau-schwarz.

### Chromosomensatz
Es liegt Diploidie mit einer Chromosomenzahl von 2n = 24 vor.

## Vorkommen
Das natürliche Verbreitungsgebiet der Vortrefflichen Tulpe liegt in den Gebirgsregionen Tadschikistans im südwestlichen Pamir und im Alaigebirge.
Die Vortreffliche Tulpe besiedelt dort sonnige Standorte an rasigen, steinigen und lehmigen Berghängen sowie lichtes Dorngebüsch mit Rosen und Wacholder in Höhenlagen von 1000 bis 2000 Metern.

## Systematik
Die Erstbeschreibung von Tulipa praestans erfolgte 1903 durch H. B. May in The Gardeners' Chronicle, Serie 3, Band 33, S. 239, 324–325, fig. 126. Das Artepitheton praestans bedeutet „vortrefflich“, „vorzüglich“, „ausgezeichnet“.
Tulipa praestans wird der Untergattung Tulipa zugeordnet, die durch eine dicht mit gekräuselten oder seidigen Haaren ausgekleidete oder (fast) kahle Innenseite der äußeren Zwiebelschale, kahle Staubblätter ohne Ausbuchtungen und durch ungestielte Narben gekennzeichnet ist. Tulipa praestans ist demnach mit Tulipa gesneriana, Tulipa greigii, Tulipa kaufmanniana und Tulipa lanata verwandt. Tulipa praestans ist im Naturbestand sehr variabel und umfasst mehrere Gartenzüchtungen wilder Herkunft, wie sie unter den Synonymen Tulipa subpraestans Vved. und Tulipa praestans tubergeniana Tubergen beschrieben wurden. Letztere ist als 'Van Tubergens Variety' bekannt.

## Verwendung
Die Vortreffliche Tulpe wird zerstreut als Zierpflanze in Steingärten und Rabatten kultiviert. Sie benötigt einen sonnigen Standort mit durchlässigem, möglichst feinerdereichen, kalkhaltigen Boden, gilt aber als anspruchslos und sehr ausdauernd. Sie kann gut in Steingärten und Felssteppenanlagen beispielsweise mit niedrigen Ziergräsern und frühblühenden Wolfsmilch-Arten wie der Vielfarbigen Wolfsmilch und der Zypressen-Wolfsmilch kombiniert werden. Von der Vortrefflichen Tulpe gibt es einige Sorten, beispielsweise ‘Füsilier’ (immer drei orangescharlachrote Blüten), ‘Van Tubergens Variety’ (zwei bis fünf orangescharlachrote, oft am Grunde gelbe Blüten) und ‘Unicum’ (cremegelb gerandete Laubblätter, ein bis zwei orangerote Blüten mit kleiner, gelber Basis). Füsilier gilt als die beste Sorte.